# Собянин, Сергей Семёнович
Серге́й Семёнович Собя́нин (род. 21 июня 1958, Няксимволь, Берёзовский район, Ханты-Мансийский национальный округ, Тюменская область, РСФСР, СССР) — советский и российский государственный и политический деятель. Мэр Москвы с 21 октября 2010 года.
Известен как один из лидеров партии «Единая Россия», с 2001 года входит в её Высший совет, является членом президиума московского Регионального совета партии, а также с марта 2011 по декабрь 2012 года возглавлял московское отделение «Единой России». Действительный государственный советник Российской Федерации 1 класса (2006). Кандидат юридических наук.
Ранее Собянин занимал посты главы города Когалыма (1991—1993), председателя Думы (парламента) Ханты-Мансийского автономного округа I и II созывов (1994—2000). В январе 1996 года по своей должности стал членом Совета Федерации, в феврале 1996 — членом, а в июле 1998 — председателем Комитета по конституционному законодательству и судебно-правовым вопросам. После 2000 года занимал посты губернатора Тюменской области (2001—2005), руководителя Администрации президента Владимира Путина (2005—2008), руководителя аппарата правительства в ранге вице-премьера РФ (2008—2010). На президентских выборах 2008 года возглавлял предвыборный штаб Дмитрия Медведева.
21 октября 2010 года Собянин по представлению Дмитрия Медведева утверждён в должности мэра Москвы голосованием в Мосгордуме, 8 сентября 2013 года избран на эту должность на досрочных выборах, получив в первом туре 51,37 % голосов избирателей. 9 сентября 2018 года на очередных выборах переизбран на третий срок, набрав 70,17 % голосов, а 11 сентября 2023 года был переизбран на пост мэра, набрав 76,39 % голосов.
За поддержку вторжения России на Украину находится под санкциями всех стран Евросоюза, США, Великобритании и ряда других стран.

## Происхождение, ранние годы и образование
Его прадед — Александр Уланов — родился в деревне Кичигино Челябинской области. Дед — Николай Уланов — участвовал в Русско-японской, Первой мировой и Гражданской войнах, стал полным кавалером Георгиевского креста, командовал взводом у Будённого. После войны вернулся в родную деревню. В середине 1930-х годов был раскулачен и отправлен в ссылку в Няксимволь.
Дед Собянина по отцовской линии — Фёдор Собянин — был старообрядцем и прожил более 100 лет. В годы Великой Отечественной войны на фронт были призваны 4 сына Фёдора Собянина: Иван, Филипп, Герасим и Пётр. Старшие братья Иван и Филипп вернулись с фронта живыми. Герасим и Пётр погибли на войне. По малолетству не был призван в армию только младший брат Семён, отец будущего московского мэра.
Отец — Семён Фёдорович родился в Няксимволе (Ханты-Мансии), имел неоконченное среднее образование. С начала 1950-х годов являлся председателем сельсовета Няксимволь Берёзовского района Ханты-Мансийского национального округа. В 1967 году семья Собяниных переехала в райцентр Берёзово, где отец стал директором маслозавода. В конце 1990-х годов проживал в Тюмени.
Согласно официальным данным, мать — казачка с Урала. Мать Антонина Николаевна большую часть жизни проработала вместе с мужем. Была бухгалтером сельсовета села Няксимволь, а с 1967 года — экономистом маслозавода в Берёзове. Родила трёх детей — старших дочерей Наталью и Людмилу и младшего сына Сергея.
Родился 21 июня 1958 года в селе Няксимволь Берёзовского района Ханты-Мансийского национального округа. В 1967 году переехал с семьёй в райцентр Берёзово. В 1975 году окончил Берёзовскую среднюю школу. После школы переехал в Кострому, где жила его сестра Людмила. В Костроме поступил на механический факультет Костромского технологического института, который окончил с красным дипломом в 1980 году по специальности «Технологии машиностроения, металлорежущие станки и инструменты».
В 1989 году получил второе, юридическое образование, окончив Ульяновский филиал Всесоюзного юридического заочного института.

### Диссертация и обвинения в плагиате
Кандидат юридических наук (1999, тема диссертации — «Правовое положение автономных округов как субъектов Российской Федерации»).
23 мая 2007 года в Институте законодательства и сравнительного правоведения при Правительстве России должна была состояться защита докторской диссертации Собянина по специальности 12.00.02 (Юридические науки: Конституционное право, муниципальное право) по опубликованной незадолго до того монографии: «Субъект РФ в экономическом и социальном развитии государства (компетенция органов власти и методы её реализации)». Официальными оппонентами были назначены доктора юридических наук Всеволод Васильев, Надежда Михалёва и Вениамин Чиркин. Сообщение о защите и сам автореферат, в котором выстраивалась концепция унитарного государства, привлекли внимание СМИ, однако сама защита по неизвестной причине так и не состоялась. Анализ сообщества Диссернет кандидатской диссертации 1999 года и монографии 2007 года Собянина показал наличие в монографии значительных заимствований из трудов Александра Черткова, старшего научного сотрудника ИЗиСПа, в то время кандидата юридических наук.

## Начало трудовой деятельности
После окончания института в 1980 году получил распределение инженером на Костромской завод деревообрабатывающих станков. В том же году переехал в Челябинск, где устроился на Челябинский трубопрокатный завод.
В 1980—1981 годы Собянин сначала работал слесарем в механическом цехе на инструментальном участке, а позже стал бригадиром токарей Челябинского трубопрокатного завода.
В 1981—1982 годы — мастер цеха Челябинского трубопрокатного завода. Параллельно был комсомольским организатором цеха.
С 1982 по 1984 год работал заведующим отделом комсомольских организаций Ленинского райкома ВЛКСМ Челябинска.

## Работа в государственных органах и политическая деятельность

### Когалым, 1984—1993
В 1984 году направлен горкомом ВЛКСМ Челябинска в посёлок (с 1985 года — город) Когалым Ханты-Мансийского автономного округа Тюменской области.
С 1984 по 1985 год Собянин работал заместителем председателя сельского совета народных депутатов Когалыма. В 1985 году перешёл на должность начальника управления жилищно-коммунального хозяйства горисполкома. С 1986 по 1988 годы был секретарём Когалымского горисполкома. С 1988 по 1990 год — заместитель заведующего организационным отделом Ханты-Мансийского окружного комитета КПСС.
В 1990 году назначен руководителем налоговой инспекции Когалыма. В декабре 1991 года распоряжением главы администрации Ханты-Мансийского автономного округа Александра Филипенко Собянин был назначен главой администрации Когалыма. В этой должности проработал до 1993 года. Занимался решением социальных проблем города, жилищно-коммунальным хозяйством, налаживал отношения с градообразующим предприятием «Когалымнефтегаз» (с 1994 — ООО «Лукойл-Западная Сибирь»).

### Ханты-Мансийск, 1993—2000
В ноябре 1993 года глава Ханты-Мансийского автономного округа Александр Филипенко назначил Собянина своим первым заместителем. Собянин курировал экономические вопросы — бюджет, субсидии и субвенции муниципалитетам, взаимоотношения с нефтяными компаниями. Проработал в этой должности до марта 1994 года.
При поддержке Филипенко баллотировался в окружную Думу первого созыва Ханты-Мансийского автономного округа, был избран в первом туре, состоявшемся 6 марта 1994. В апреле того же года стал спикером Думы. На своём посту отстаивал привилегии Ханты-Мансийского и Ямало-Ненецкого автономных округов и их право на выход из состава Тюменской области. По его инициативе в 1995 году округа бойкотировали выборы тюменского губернатора. 27 октября 1996 года переизбран депутатом и председателем думы ХМАО.
В январе 1996 года стал членом Совета Федерации. В 1996 году Собянин попробовал через Конституционный суд добиться суверенитета для обоих округов, но суд подтвердил их подчинённость Тюменской области. В мае 1997 года вошёл в состав Совета по местному самоуправлению в Российской Федерации. Позже стал членом комитета Совета Федерации по конституционному законодательству и судебно-правовым вопросам, где в то же время был Юрий Лужков. В июле 1998 года Собянин возглавил этот комитет.
В феврале 1999 года Собянин подписал «Обращение к российской общественности» с призывом к созданию избирательного блока за «равные права регионов», в июне стал членом президиума политсовета Межрегионального общественно-политического объединения «Югра». В мае 1999 года вошёл в президиум и исполнительный комитет политсовета блока «Вся Россия».

### Екатеринбург, 2000—2001
12 июля 2000 года указом президента назначен первым заместителем полномочного представителя Президента Российской Федерации в Уральском федеральном округе.

### Тюмень, 2001—2005

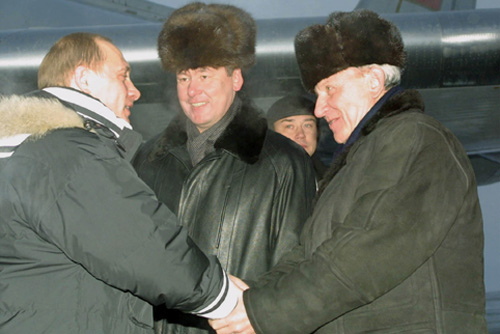
Губернатор Тюменской области Сергей Собянин (в центре) с президентом России Владимиром Путиным (слева) и губернатором Ханты-Мансийского АО Александром Филипенко. Новый Уренгой, 2001 год

В 2000 году главы Ханты-Мансийского и Ямало-Ненецкого автономных округов Александр Филипенко и Юрий Неёлов сделали ставку на кандидата «с Севера» и выдвинули на выборы губернатора Тюменской области своего кандидата — Сергея Собянина, запомнившегося во время работы в местной думе отстаиванием права округов на выход из состава Тюменской области. Его кандидатуру поддержали и представители крупного нефтегазового сектора. На выборах 14 января 2001 года избран губернатором Тюменской области, победив прежнего губернатора Леонида Рокецкого (набрали 52,2 % и 29,29 % голосов соответственно).
С 27 сентября 2002 по 24 мая 2003 года — член президиума Государственного совета Российской Федерации.
На посту губернатора Тюменской области Сергей Собянин пытался интегрировать входящие в область Ханты-Мансийский и Ямало-Ненецкий автономные округа. В 2003 году Собянин вошёл в комиссию Дмитрия Козака и разрабатывал поправки, которые поставили округа в финансовую зависимость от Тюмени. Глава ХМАО Александр Филипенко и руководитель ЯНАО Юрий Неёлов противились объединительным планам, администрация ХМАО даже заявляла о возможном референдуме о выходе из состава области. 9 июля 2004 года главами трёх регионов была подписана компромиссная по своей сути межрегиональная программа «Сотрудничество»: богатые углеводородами автономные округа сохраняют свою административную независимость и возможность самостоятельно управлять окружными школами, больницами, дорогами, но взамен перечисляют в областной бюджет налог на добычу полезных ископаемых и 29,5 % доходов от налога на прибыль. При этом средства идут на развитие инфраструктуры и социального обеспечения всех трёх субъектов.
Второе направление экономической политики — рост налоговых отчислений от компаний. Была организована программа сотрудничества по развитию структуры для северных территорий и введён налог на недропользование. В область вернулись штаб-квартиры «Лукойла» и «Тюменской нефтяной компании», зарегистрирована нефтесервисная компания Schlumberger, началось строительство Антипинского НПЗ. Итогом стал десятикратный рост бюджета Тюменской области за 5 лет — с 10,5 млрд рублей до 119,9 млрд рублей.
Перераспределение доходов в пользу областного центра стимулировало жилищное строительство и рост населения Тюмени, и с подачи Собянина в 2005 году начали разрабатывать новый генеральный план города, предусматривающий рост населения с 560 тысяч до миллиона человек. Также в губернаторство Собянина был модернизирован аэропорт Рощино, реконструирован автовокзал, заасфальтированы дороги, вынесен из центра Тюмени вещевой рынок, разбит городской бульвар. Осенью 2009 года был закрыт тюменский троллейбус.
C увеличением доходов в регионе увеличились дотации в социальную сферу. Одновременно Тюменская область стала тестовым полигоном во время федеральной реформы местного самоуправления. Губернатор ввёл одноканальное финансирование медицины и новую систему оплаты учителей — в зависимости от количества учеников. Небольшие школы были закрыты, а ученики переведены в базовые районные школы. Монетизация льгот на уровне региона была проведена ещё до принятия соответствующего закона.
В январе 2005 года Собянин, не дожидаясь окончания своих полномочий, воспользовался новой процедурой назначения губернаторов и направил запрос президенту России, поставив вопрос о доверии. Владимир Путин внёс его кандидатуру на рассмотрение Тюменской областной Думы. 17 февраля 2005 года кандидатура была утверждена Думой, Собянин стал вторым губернатором, назначенным по новой схеме.
Собянину ставили в вину, что в период его руководства в регионе была подавлена политическая оппозиция и конкуренция, а региональные СМИ были поставлены в финансовую зависимость от местных властей. Критические оценки получила и проведённая Собяниным реформа местного самоуправления, итогом которой стали значительное укрупнение муниципалитетов и исчезновение поселкового управления.
С 2004 года — член высшего совета партии «Единая Россия». Являлся сопредседателем научно-редакционного совета «Большой Тюменской энциклопедии» (2004 год).

### Работа в федеральных органах власти (2005—2010)

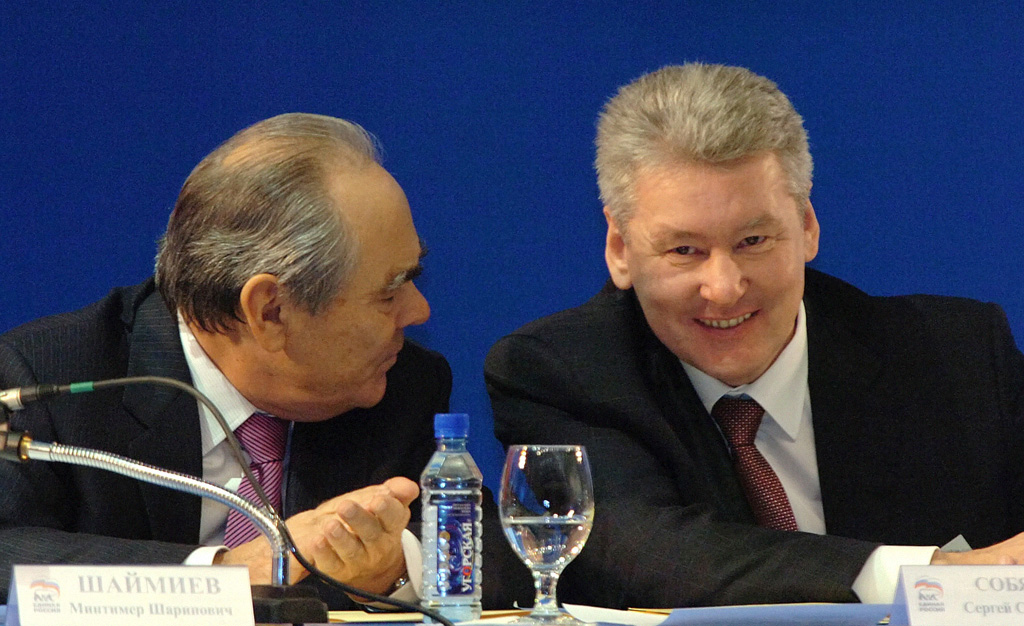
Минтимер Шаймиев и Собянин на съезде «Единой России» в Екатеринбурге в 2006 году

В ноябре 2005 года Собянин был назначен руководителем Администрации Президента Российской Федерации взамен ушедшего на повышение на пост вице-премьера Дмитрия Медведева.
С 18 февраля 2006 — член Комиссии по вопросам военно-технического сотрудничества Российской Федерации с иностранными государствами.
С 25 мая 2006 по 2007 год — председатель Совета директоров ОАО «ТВЭЛ».
17 декабря 2007 года съезд «Единой России» выдвинул Дмитрия Медведева кандидатом в президенты, 21 января он был официально зарегистрирован Центризбиркомом, и с этого дня избирательный штаб кандидата возглавил Сергей Собянин.
После победы Дмитрия Медведева на выборах (набрал 70,28 % голосов) во второй раз премьер-министром РФ был назначен снова Владимир Путин. К нему на работу в Правительство в чине вице-премьера перешёл Сергей Собянин. С 12 мая 2008 года по 21 октября 2010 он являлся заместителем председателя Правительства РФ — руководителем Аппарата Правительства РФ.
В правительстве он курировал программу «Информационное общество» и перевод всех госуслуг в электронную форму. Кроме того, Собянин возглавлял правительственную комиссию по проведению Всероссийской переписи населения — 2010 и являлся заместителем председателя президентской комиссии по модернизации и технологическому развитию России. Также он контролировал исполнение программы социально-экономического развития России до 2020 года, обеспечивал координацию правительства и администрации президента.
В 2009—2011 годах Сергей Собянин был председателем совета директоров «Первого канала». Во время пребывания на посту мэра московские власти активно покупали средства массовой информации и создали объединённую редакцию принадлежащих московскому правительству телеканалов, радиостанций и газет.
С 11 января 2010 года — член правительственной комиссии по экономическому развитию и интеграции. С 2010 года — член попечительского совета Фонда «Сколково».

## Мэр Москвы
28 сентября 2010 года президент России Дмитрий Медведев отправил в отставку мэра Москвы Юрия Лужкова «в связи с утратой доверия Президента РФ». 9 октября Собянин был включён в список четырёх кандидатов на пост мэра Москвы, предложенных президенту «Единой Россией» (другие кандидаты — Людмила Швецова, Игорь Левитин, Валерий Шанцев). 15 октября Медведев внёс кандидатуру Собянина в Московскую городскую думу. 21 октября депутаты Мосгордумы тайным голосованием (32 парламентария проголосовали «за», 2 — «против») утвердили Собянина в должности мэра на ближайшие пять лет. В тот же день президент освободил его от должности заместителя председателя Правительства — руководителя Аппарата Правительства.
7 ноября 2010 года Дмитрий Медведев включил Собянина в состав Совета Безопасности Российской Федерации в качестве члена Совета, одновременно исключив из состава постоянных членов Совета. Собянин стал первым мэром Москвы, вошедшим в Совет Безопасности. 23 ноября он был избран в бюро Высшего совета партии «Единая Россия».
При Собянине по принятому президентом России Медведевым решению произошло резкое расширение территории Москвы за счёт присоединения части юго-запада Московской области. С 1 июля 2012 года площадь Москвы увеличилась в 2,4 раза, а население выросло на 250 тысяч.
С 22 февраля по 3 октября 2013 года — член президиума Государственного Совета Российской Федерации.
5 июня 2013 года президент России Владимир Путин подписал указ об отставке Собянина по собственному желанию и назначении его исполняющим обязанности мэра до проведения досрочных выборов 8 сентября 2013 года. На досрочные выборы Сергей Собянин предпочёл идти не от партии «Единая Россия», а в статусе самовыдвиженца, в связи с чем ему пришлось не только преодолевать муниципальный фильтр (110 подписей муниципальных депутатов), но и собирать подписи 70 тысяч избирателей. 8 сентября 2013 года избран на пост мэра, набрав 51,37 % голосов при явке 32,03 % (всего 1 193 178 голосов), Торжественная церемония вступления в должность Собянина прошла 12 сентября.
В октябре 2017 года Сергей Собянин заявил о планах участвовать в выборах мэра Москвы в сентябре 2018 года. 14 апреля 2018 года, в преддверии начала мэрской кампании, президент Российской Федерации Владимир Путин на встрече с Собяниным отметил, что команда градоначальника «в целом работает профессионально», однако в Москве по-прежнему существуют «хронические проблемы» — пробки и миграция.
9 сентября 2018 года Сергей Собянин был переизбран на третий срок, набрав 70,17 % голосов при явке 30,89 % (всего 1 582 355 голосов). Торжественная церемония вступления в должность мэра состоялась 18 сентября 2018 года.

11 сентября 2023 года был переизбран на пост мэра, набрав 76,39 % или 2 499 114 голосов. 18 сентября 2023 года принёс присягу и официально вступил в должность мэра Москвы.

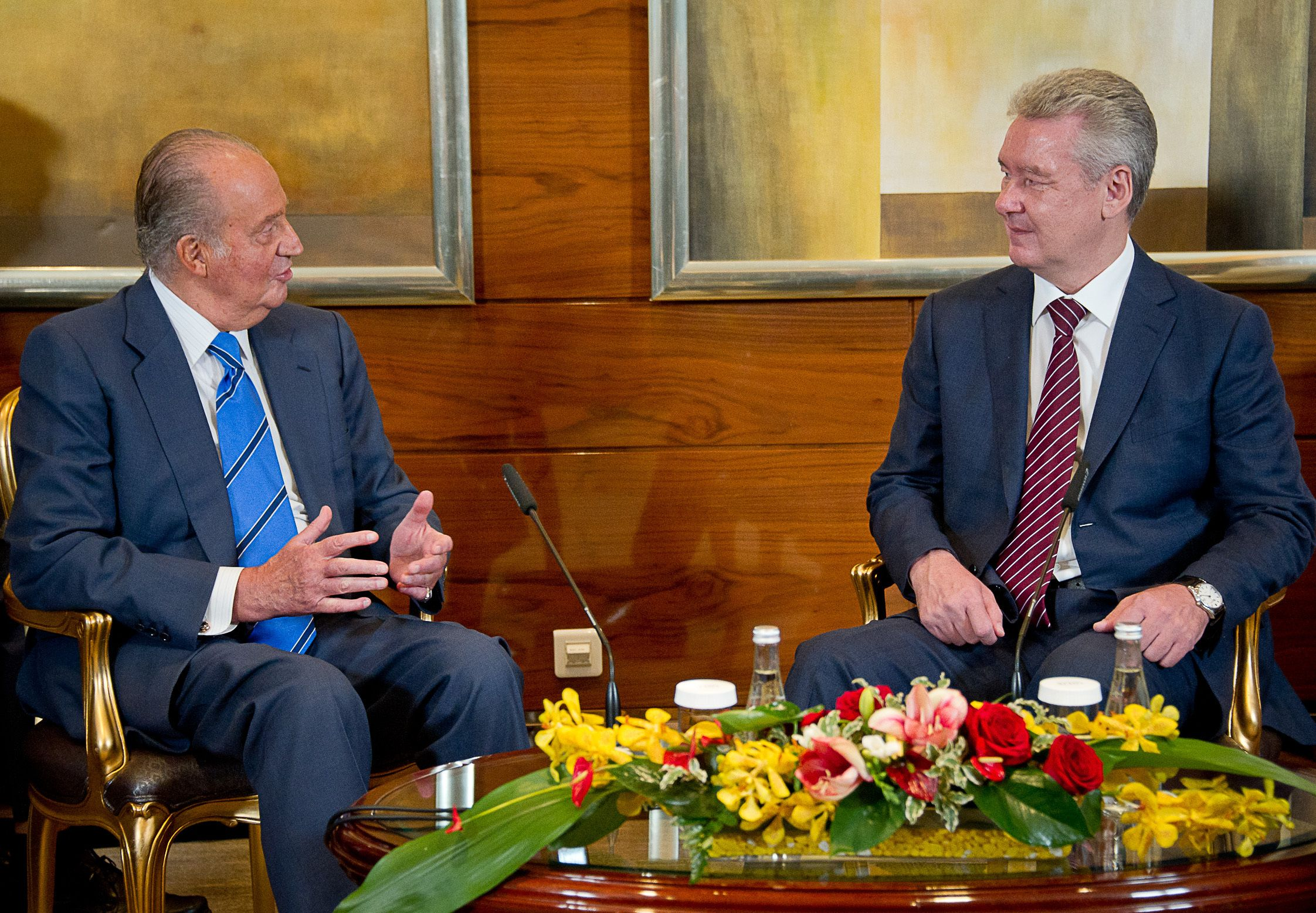
Сергей Собянин и Хуан Карлос I. 19 июля 2012 года
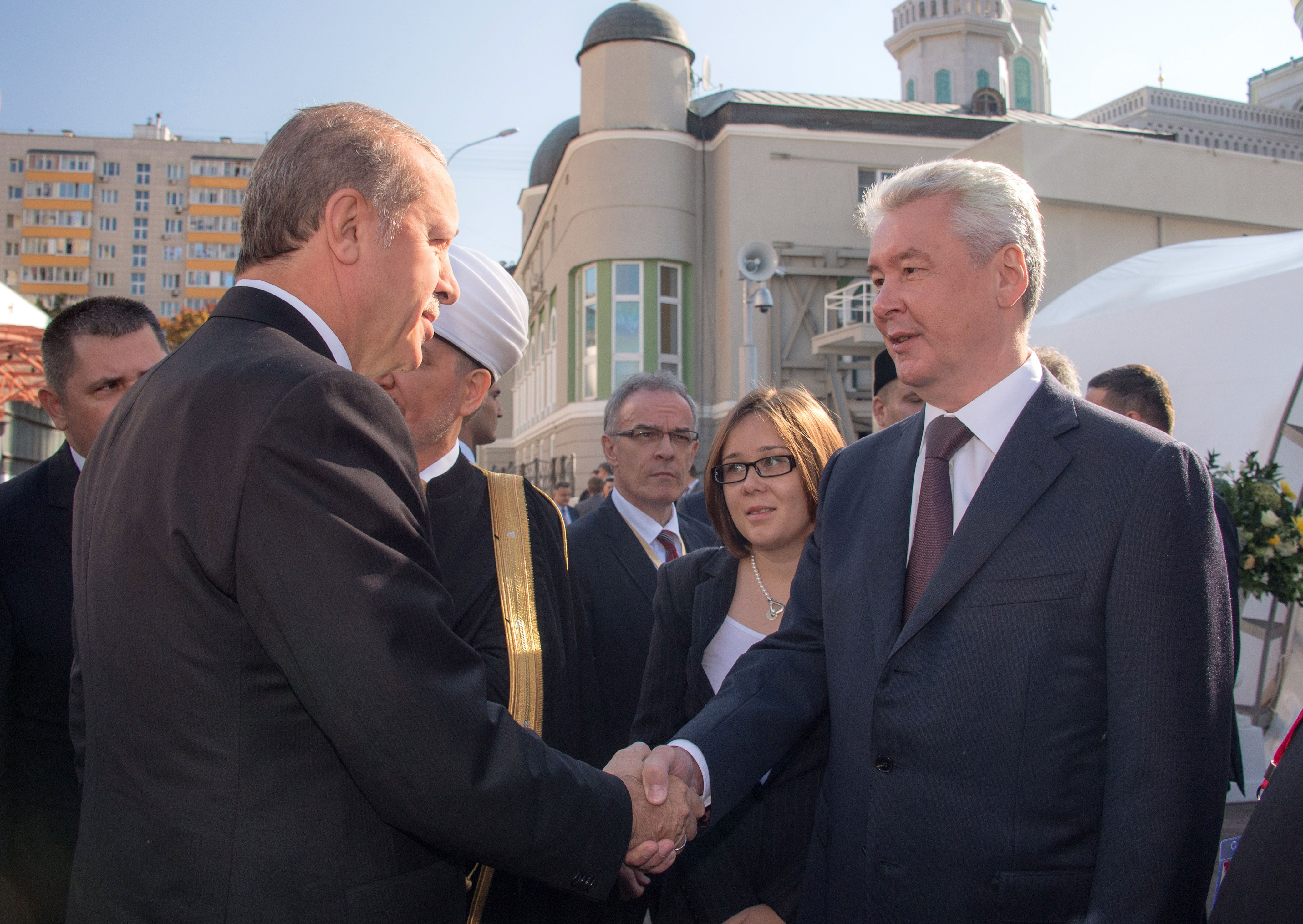
Сергей Собянин и Реджеп Тайип Эрдоган. 23 сентября 2015 года
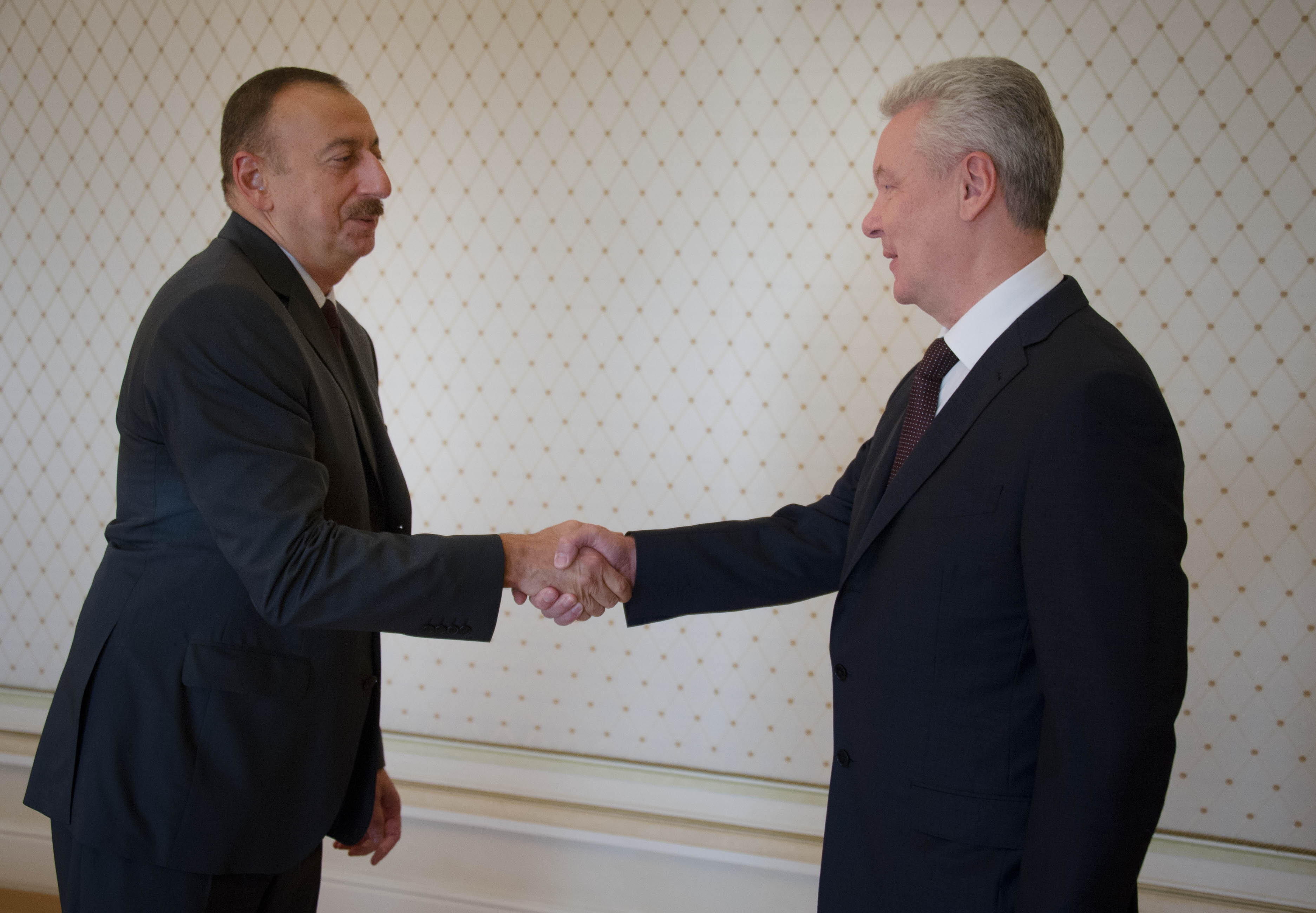
Сергей Собянин и Ильхам Алиев. 25 сентября 2014 года

С 21 декабря 2020 — член президиума Государственного Совета Российской Федерации.

### Транспортная политика, общественный транспорт и дорожное строительство
Собянин сразу после назначения охарактеризовал кризис транспортной системы как «самый видимый дисбаланс в развитии Москвы». Неконтролируемая автомобилизация привела к тому, что к 2011 году в Москве было зарегистрировано 4 миллиона автомобилей, в 2013 году город занял первое место в мире по длине пробок, а при сильных снегопадах движение останавливается.
По мнению мэрии и экспертов, самая эффективная стратегия решения проблем — на 500 тысяч сократить число автомобилей, выезжающих на улицы города. Для этого планировалось повышать цену владения автомобилем и одновременно расширять возможности общественного транспорта вместе с обновлением парка.
Сергей Собянин выступал за введение платы за парковку в центре Москвы. Первая зона платной парковки была запущена в ноябре 2013 года, в декабре 2014 года она расширилась до границ Третьего транспортного кольца, а также появилась на 25 улицах за его пределами. После расширения зоны платной парковки в декабре 2016 года она охватывает более чем 1200 улиц и 47 районов города. Введение и расширение зоны платных парковок неоднократно вызывало протесты горожан: осенью 2015 года было проведено 12 протестных митингов, в декабре 2016 году акция против парковочной политики прошла на Пушкинской площади. По данным аналитиков компании «Яндекс», расширение зоны платных парковок до границ Третьего транспортного кольца ускорило движение машин на 7-10 % между Садовым кольцом и ТТК.
По оценке производителя навигаторов TomTom, в 2015 году Москва переместилась по длине пробок на пятое место в мире, а индекс загруженности дорог в Москве снизился до 44 % (в 2012 году — первое место и 57 % соответственно). В 2017 году Москва была исключена из топ-10 городов с самыми загруженными дорогами по версии рейтинга TomTom. Потери времени из-за пробок сократились до 43 минут в день в 2016 году против 57 минут в день в 2012 году. При этом средняя скорость движения автопотока выросла с 45 км/ч в 2010 году до 51 км/ч в 2016 году.

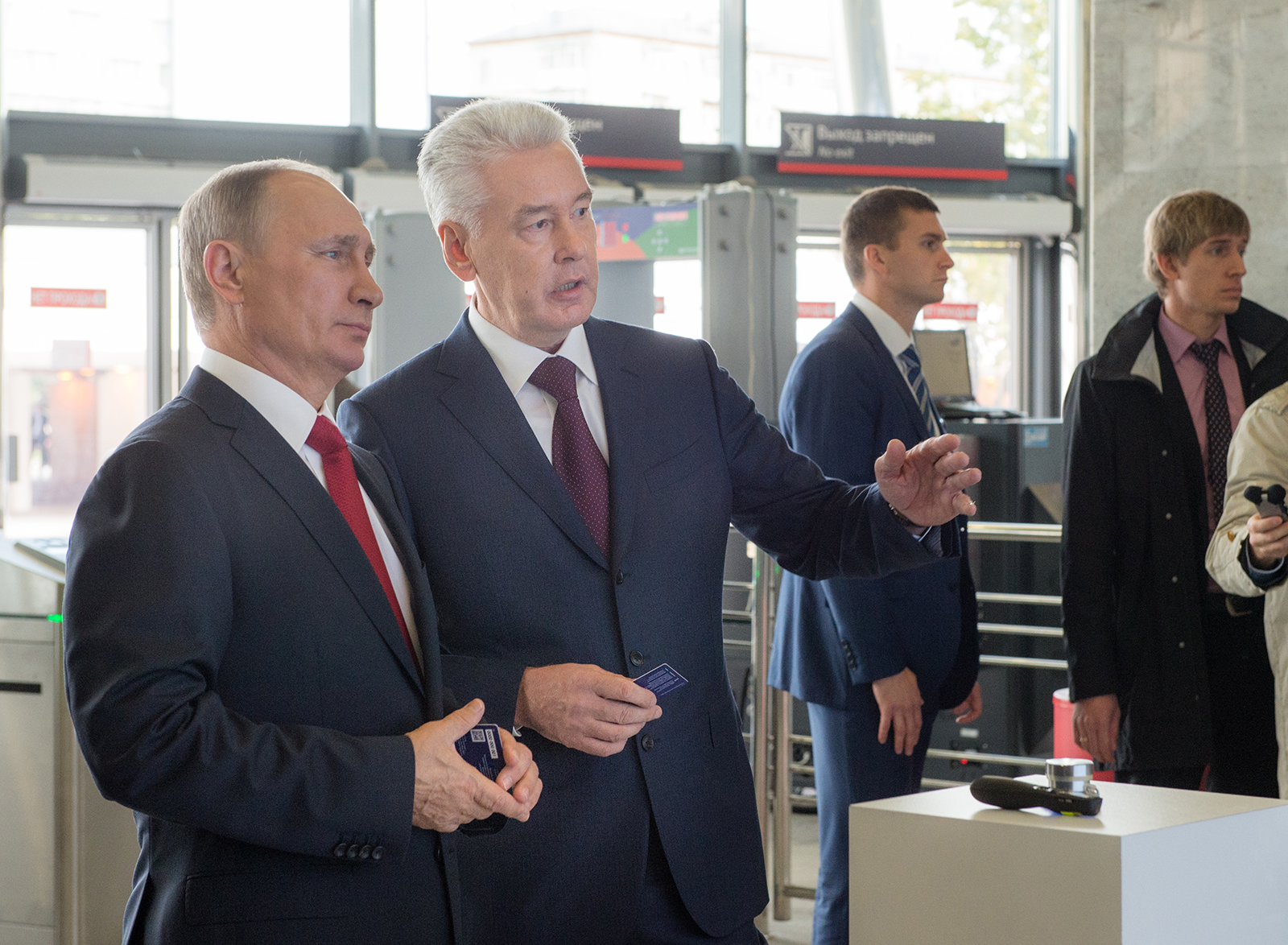
Сергей Собянин и Владимир Путин на открытии пассажирского движения по МЦК, 10 сентября 2016 года

В 2011 году Сергей Собянин подписал распоряжение о закупке на 2011—2012 год свыше 2100 автобусов модификаций 5292.21 и 5292.22, и ещё с 2011 года им была реализована программа внедрения скоростных автобусных маршрутов по выделенным полосам для движения общественного городского транспорта. В 2012 году Собянин объявил о планах построить 70 новых станций Московского метрополитена. Принятая программа развития Московского метрополитена до 2020 года стоимостью около 1 триллиона рублей предусматривает строительство 76 станций и более 150 км линий. Несколько новых станций — «Жулебино», «Новокосино», «Котельники» и «Румянцево» — расположены за пределами МКАД. Программа включает как продление существующих линий, так и строительство новых, в том числе большой кольцевой линии метро (третий пересадочный контур).
Приход Сергея Собянина на пост мэра Москвы также ознаменовался отстранением Дмитрия Гаева с поста начальника ГУП «Московский метрополитен», возглавлявшего Московский метрополитен с 1995 по 2011 годы, и назначением на этот пост Ивана Беседина, впоследствии также остранённого после катастрофы с крушением поезда на Арбатско-Покровской линии. Сам же Беседин заявил, что покинул пост по собственному желанию. Также, по мнению Виталия Ефимова, бывшего главы Министерства транспорта и заместителя председателя Государственной думы, отставка являлась преждевременной.
10 сентября 2016 года в присутствии Сергея Собянина и Владимира Путина было открыто движение электропоездов по Московскому центральному кольцу (МК МЖД), включающему 31 остановочный пункт с пересадками на 10 линий метро и 9 радиальных направлений железной дороги. Система городского электропоезда МЦК интегрирована с Московским метро по оплате проезда и пересадкам, что создаёт единое с метрополитеном пространство. К маю 2017 года МЦК воспользовались более 62 млн пассажиров.
В октябре 2016 года в центральных районах города была запущена «Магистраль» — программа оптимизации маршрутной сети общественного транспорта и реорганизация маршрутов магистрального, межрайонного и социального значения.

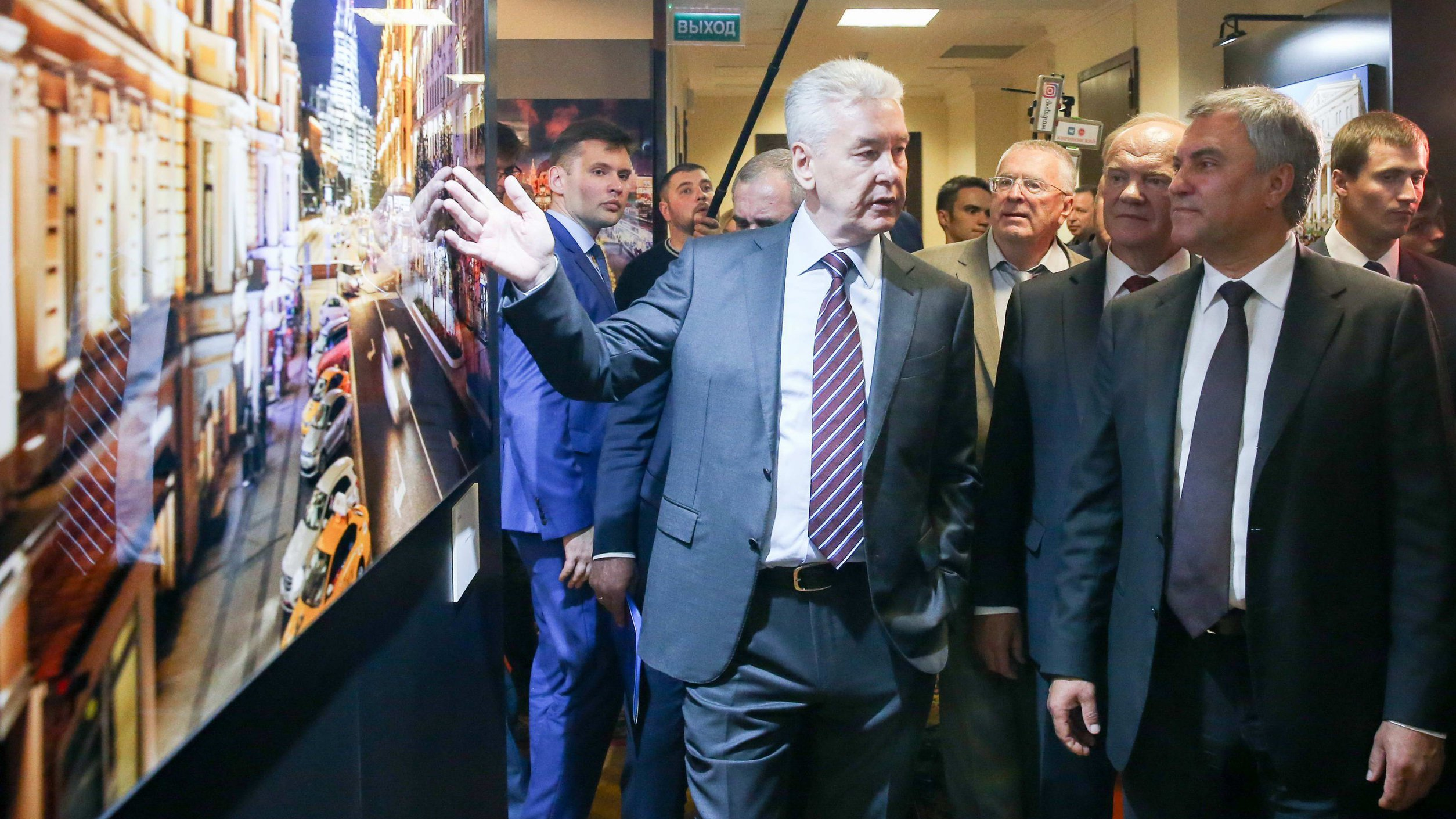
Сергей Собянин в Государственной думе, 10 июля 2018 года

Критике экспертов и горожан подвергалась проводимая с 2014 года политика по закрытию троллейбусных маршрутов. В ходе работ по программе благоустройства «Моя улица» снималась контактная сеть, а сами маршруты сокращались. С запуском «Магистрали» ещё ряд троллейбусных маршрутов был заменён автобусами. В СМИ фигурировали сведения о планах вплоть до 2020 года по дальнейшему сокращению троллейбусного движения. В январе 2017 года на Суворовской площади состоялся митинг за сохранение троллейбусной сети, на котором присутствовали около 900 человек.
По официальным данным, в 2016 году общественным транспортом воспользовались на 600 млн (12 %) пассажиров больше, чем в 2010 году; пассажиропоток экономически активных граждан по сравнению с 2010 годом вырос на 63 %. Одновременно департамент транспорта Москвы заявлял, что наземный транспорт стал лучше соблюдать расписание (точность 94 % в 2015 году против 76 % в 2010 году).
С приходом Собянина в столице активизировались работы по ремонту дорог. В 2011 году мэр заявил о необходимости раз в 3 года полностью перекладывать асфальт на дорогах, при этом подрядчики по условиям договора дают городу трёхлетнюю гарантию за свой счёт. Первый трёхлетний цикл ремонта с использованием новых асфальтобитумных смесей был проведён в 2011—2013 годах (до этого покрытие ремонтировалось раз в 7,5 лет). В 2011—2015 годах в Москве было построено 400 км новых дорог. В том числе была проведена реконструкция Варшавского, Каширского, Можайского, Ленинградского, Ярославского шоссе, Балаклавского проспекта и нескольких развязок на МКАД. В декабре 2015 завершилось десятилетнее строительство Алабяно-Балтийского тоннеля. С 2010 по 2015 годы власти закончили строительство или реконструкцию 12 развязок МКАД с вылетными магистралями. При этом Собянин отказался от проекта строительства Четвёртого транспортного кольца, начатого при Лужкове. Вместо этого Правительство Москвы начало строительство двух хордовых трасс, которые свяжут между собой вылетные магистрали в средней части города и будут иметь прямой выход на МКАД. Северо-Восточная хорда пройдёт от дублёра Ленинградского шоссе до развязки Вешняки-Люберцы. Северо-Западная хорда — от Дмитровского до Сколковского шоссе. Ожидается, что эти магистрали уменьшат транспортную нагрузку на МКАД, ТТК, вылетные магистрали, а также на центр Москвы.

### Градостроительная политика

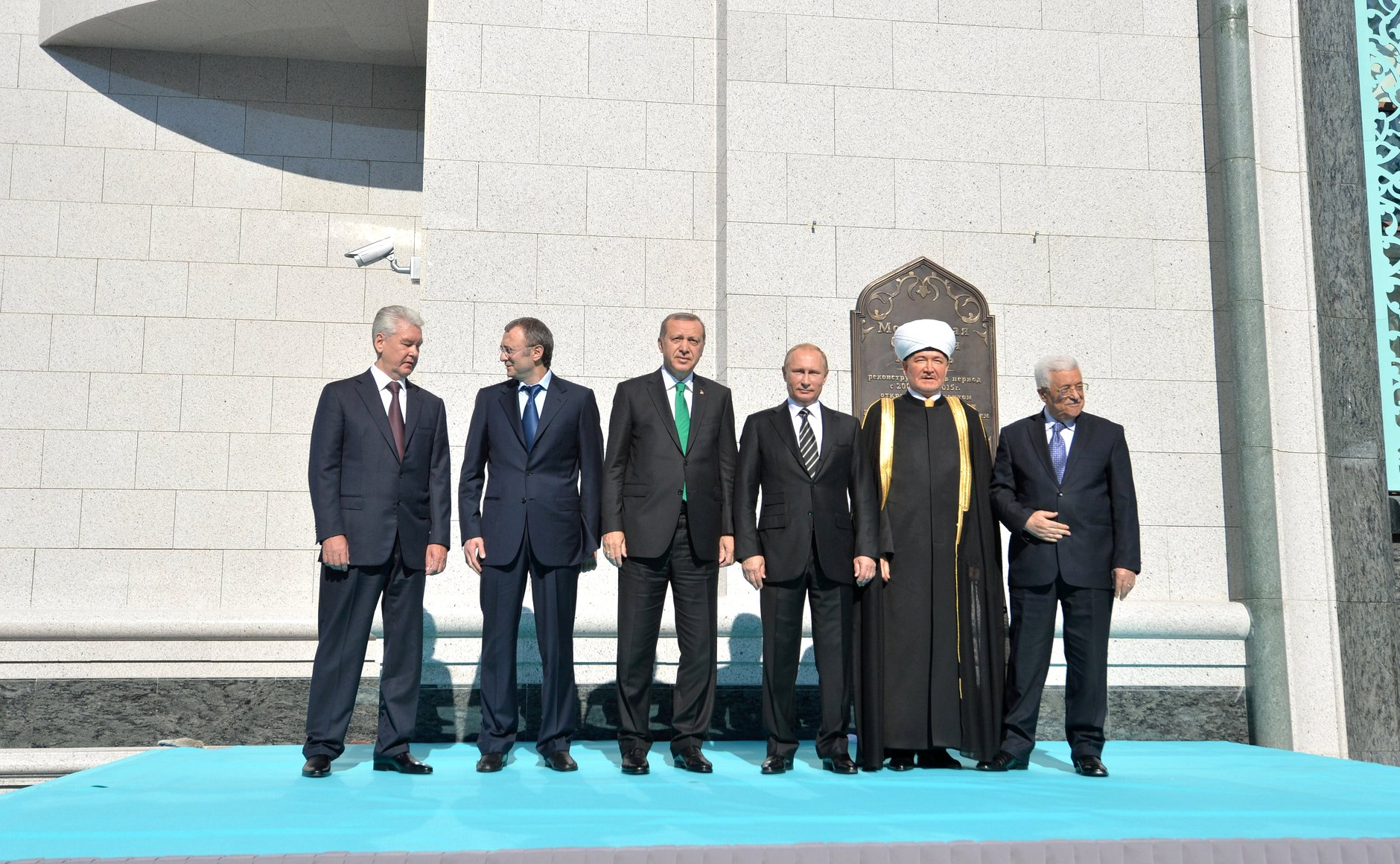
Собянин на открытии Московской соборной мечети после реконструкции, 23 сентября 2015 года

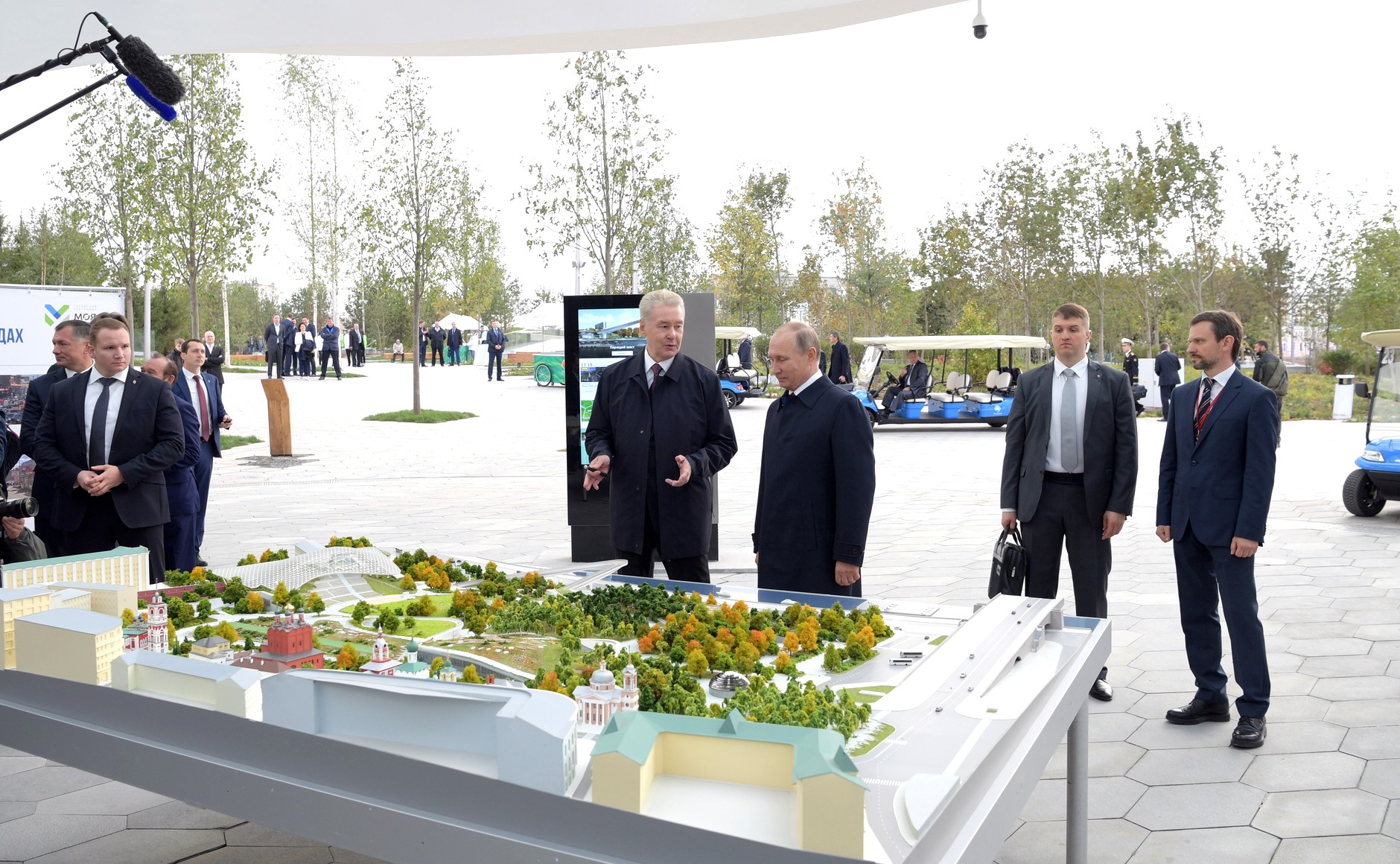
Сергей Собянин и Владимир Путин на открытии парка Зарядье, 9 сентября 2017 года

После избрания Собянина мэром в 2011 году в Москве была разработана и утверждена правительством города программа «Градостроительная политика» с целью «формирования благоприятной городской среды жизнедеятельности». Ежегодно формируется 4-летняя адресная инвестиционная программа (АИП) и 3-летняя программа строительства внебюджетных объектов.
Градостроительная политика мэрии Сергея Собянина началась с шагов, направленных на защиту исторической застройки Москвы, однако впоследствии его неоднократно упрекали в лоббировании интересов городского стройкомплекса. Поводом для широкой общественной дискуссии и претензий в адрес мэрии стала инициированная в 2017 году широкомасштабная программа реновации, призванная в перспективе десятилетий расселить районы ветшающего панельного жилья.
Собянин, рассказывая в октябре 2015 года о работе в области градозащиты, заявил, что «Москва за последние годы стала безусловным лидером по восстановлению памятников архитектуры», назвав сохранение культурного наследия одним из приоритетных направлений мэрии. По его словам, было восстановлено 600 объектов, реставрировано 4000 фасадов исторических зданий и сохранено 189 зданий, которые ранее планировалось снести. В частности, был упрощён порядок признания исторических зданий памятниками архитектуры и культуры. В то же время архитектурные эксперты отмечают, что реставрация многих зданий заканчивается созданием «новодела».
Одновременно при Собянине продолжилась практика уничтожения исторических зданий ради нового строительства, за которую сильно критиковался предыдущий мэр Москвы Юрий Лужков. В 2013 году координатор движения «Архнадзор» Рустам Рахматуллин отметил, что с приходом собянинской команды отношение к сохранению памятников изменилось лишь на декларативном уровне: «При Собянине всё продолжается, но меньшими темпами и несколько парадоксальным образом, поскольку изменились декларации». Некоторое снижение уровня строительной активности в центре Москвы Рахматуллин связал с «многолетним общественным запросом», а также с оттоком денег из-за кризиса. При этом он негативно отметил тот факт, что общественным советником Собянина был назначен крупнейший девелопер, владелец строительной корпорации «Баркли» Леонид Казинец, известный тем, что предлагал снести старый город на 70 % и возложил на мэрию ответственность за потерю среди прочих таких исторических объектов, как усадьба Шаховских—Глебовых—Стрешневых, дом Волконского, «Детский мир» на Лубянской площади, Соборная мечеть и здания комплекса Ново-Екатерининской больницы. Практика сноса ценных объектов городской среды под новое строительство продолжалась и последующие годы: так, в 2016 году была снесена конструктивистская Таганская автоматическая телефонная станция, в мае 2017 года — дом Неклюдовой на Малой Бронной.
С октября 2010 года по поручению Собянина начато сокращение числа объектов уличной торговли. Москомархитектура утвердила типовые проекты ларьков, а число точек было уменьшено с 14 тысяч до 9,9 тысяч. К началу 2015 года в Москве работало около 7 тысяч киосков, из них около 2 тысяч — газетные и билетные. Весной 2015 года город заменил 205 частных павильонов на новые, принадлежащие городу. Мэрия сдала их в аренду предпринимателям и к середине 2017 года планирует заменить на государственные оставшиеся 4811 частных киосков. В декабре 2015 года власти Москвы приняли решение о сносе 104 торговых павильонов у станций метро. Правовая коллизия позволила городу признать самостроем объекты на городских коммуникациях, на которые ранее были зарегистрированы права собственности. Снос объектов в ночь на 9 февраля 2016 года вызвал широкий общественный резонанс. В ночь на 29 августа стартовала «вторая очередь» сноса ещё 107 объектов.
В 2011 году в рамках программы благоустройства города был инициирован масштабный проект по замене на тротуарах асфальтобетонного покрытия на плитку по примеру и стандарту городов развитых стран Запада, Дальнего Востока и Китая. Планировалось только в 2011 году направить на эти цели 4 миллиарда рублей и заменить 1,1 миллиона м² асфальтового покрытия, однако масштаб работ оказался скромнее, и в 2011—2012 годах на эти цели было потрачено 2,5 миллиарда рублей. Предполагалось, что плитка сделает тротуары эстетичнее и более долговечными, а текущий ремонт — более экономичным. Инициатива вызвала нарекание части членов бюджетно-финансовой комиссии Мосгордумы и жителей города. В возражениях депутатов от КПРФ указывалось, что это далеко не первоочерёдная необходимость, а бюджетные миллиарды можно было бы освоить с большей пользой. Критике подверглись как качество самой плитки, так и аккуратность работ по её укладке: организация «Левый фронт» пикетировала мэрию, а префектура Центрального округа отказалась принимать работы на части улиц. В 2015 году в рамках новой программы «Моя улица», которая предполагает реконструкцию улиц в соответствии с современными стандартами, бетонную плитку на тротуарах начали заменять на гранитные плиты.
В 2014 году, после обращения Сергея Собянина к Игорю Шувалову, выставочный комплекс ВДНХ перешёл в собственность Москвы и Собянин стал главой штаба по восстановлению ВДНХ, ранее сообщалось, что ВДНХ передали городу по просьбе неких частных инвесторов, которую поддержали в правительстве. «Пришёл новый мэр — мой товарищ Сергей Семёнович Собянин. И в правительстве было принято решение передать федеральный пакет акций ОАО ВВЦ правительству Москвы», — не стал скрывать вице-премьер Шувалов, отметив плачевное состояние выставки. В том же году, по предложению Собянина, ВВЦ вернули прежнее название — ВДНХ. Было принято решение о финансировании реконструкции ВДНХ, с этого момента началась активная реконструкция объекта. В 2015 году состоялось открытие самого большого катка в Европе, рассчитанного на 5 тыс. человек, а в марте 2016 в главном павильоне ВДНХ Собянин открыл горельеф Вучетича «Знаменосцу мира, советскому народу слава!». В 2015 году было завершено благоустройство территории вокруг Новодевичьего монастыря и на Фрунзенской набережной.
При этом отдельные проекты, например, озеленение Тверской улицы за 300 миллионов рублей, становились предметом критики: соучредитель фонда «Городские проекты» Илья Варламов отмечал слабую архитектурную проработку решения, а политик Алексей Навальный во время московской предвыборной кампании в 2013 году прямо обвинял мэрию в неэффективном расходовании средств и коррупционных схемах. В январе 2017 года Алексей Навальный в публикации о покупках украшений для улиц Москвы обвинил Собянина и мэрию Москвы в пятикратном завышении трат при закупке новогодних украшений для улиц города трате средств. Спустя несколько дней после этого Собянин предложил убрать данные о госзакупках Москвы с федерального портала госзакупок, что критиковалось юристами Фонда борьбы с коррупцией.
В декабре 2015 года архитектурный критик Григорий Ревзин отмечал, что при Собянине у Москвы впервые появилась «внятная градостроительная политика», особенно выделяя отмену доставшихся от прошлой мэрии инвестиционных контрактов на 24 миллиона квадратных метров. Новизна политики также в том, что, кроме назревших инвестиций в транспортную систему и реконструкцию инфраструктуры, правительство города при Собянине обратило внимание на общественные пространства. По мнению Ревзина, на символическом уровне «автомобиль репрессирован, пешеход стал главным», что на практике воплотилось, в частности, в переосмысленном парке Культуры и отдыха на Крымском валу, новых набережных Москвы-реки, реконструированных улицах в центре города, где была заужена проезжая часть и появились гранитные тротуары.
В то же время в феврале 2016 года Григорий Ревзин охарактеризовал массовый снос торговых павильонов у метро в Москве концом «собянинского урбанизма» — градостроительной политики с 2010 года, в которой соединились идеи модернизации и отказа от теневой, по его мнению, экономики времён Юрия Лужкова: «До известной степени это напоминает существование городов в феодальной Европе — „воздух Москвы делал свободным“. Формула была следующей — вместо того, чтобы стать европейскими гражданами, вам предлагается стать европейскими горожанами». Однако в 2016 году денег на мирную модернизацию сверху, «когда всем всё компенсировали, со всеми договаривались», стало недостаточно, что и заставило московские власти пойти на «акцию устрашения» в виде ночного сноса павильонов.

### Социальная политика

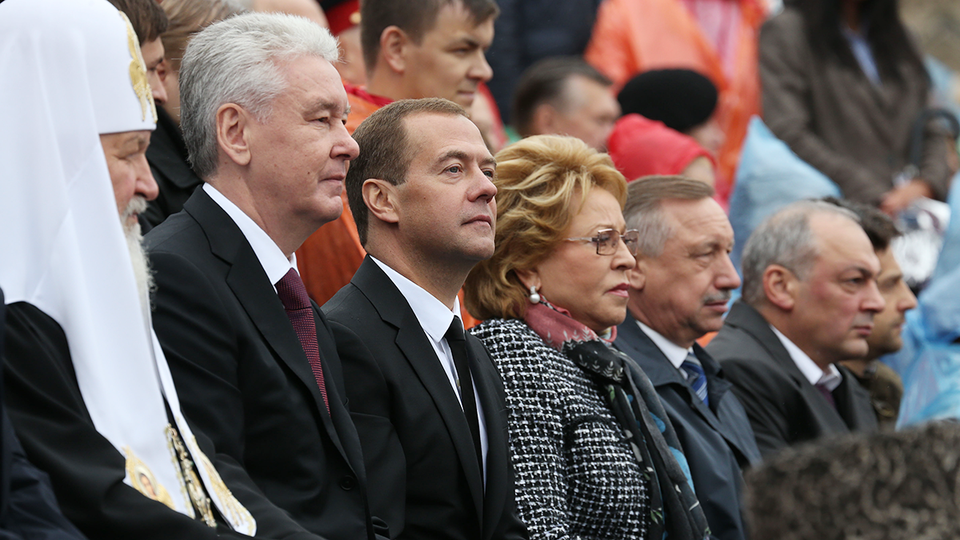
Празднование Дня города на Красной площади, 2015 год

В мае 2013 года Сергей Собянин в интервью «Московским Новостям» заявил, что существует опасность формирования в Москве мононациональных кварталов, которые превратятся в «гетто» и источник социальной нестабильности. Слова, что «людям, которые плохо говорят по-русски, у которых совершенно другая культура, лучше жить в своей стране», вызвали широкую общественную дискуссию.
В августе 2015 года Собянин распорядился ужесточить контроль за нелегальными мигрантами, которых в Москве всё ещё может быть до 2 млн человек (ФМС заявляли об 1 млн работающих иностранцев в Москве). ФМС России оценивает, что 35 % миграционного потока приходится на Москву и Московскую область. Ранее для легализации трудовых мигрантов в подмосковной деревне Сахарово был открыт центр по выдаче патентов; власти Москвы рассчитывали, что благодаря им бюджет города получит до 12 миллиардов дополнительных сборов. Собянин посоветовал Федеральной миграционной службе (ФМС) и полиции «активно зачищать» город от нелегалов, не получивших патент на работу.
В 2013 году правительство Москвы начало реформу городского здравоохранения, результатом которой стала ликвидация 15 больниц и нескольких других медицинских учреждений, а также массовое сокращение врачей, медсестёр и других работников медицинских учреждений. Реформа вызвала широкий общественный резонанс, а также подверглась критике со стороны Президента России Владимира Путина.
1 апреля 2015 года был принят закон, повышающий минимальный размер оплаты труда (МРОТ) до 16,5 тысяч рублей.
Вместе с тем, рост рентных сборов (платная парковка, увеличение налога на имущество), по мнению экспертов, могут указывать на желание московских властей запустить процесс джентрификации, что вытеснит из центра города низкомаржинальный бизнес и малообеспеченных людей.

### Экологическая политика
В сентябре 2014 года Собянин закрыл мусоросжигательный завод «Эколог» в районе Некрасовки, в июне 2015 года запретил строительство мусоросжигательного завода на Вагоноремонтной улице в САО.
При поддержке Правительства Москвы и при участии мэра с 2011 года в столице проходит Московский урбанистический форум.
В августе 2013 года стартовала кампания «Миллион деревьев», в рамках которой к ноябрю 2015 было высажено более 40 тысяч деревьев и 950 тысяч кустарников. Планируется, что до 2020 года высадят в общей сложности 3,5 миллиона деревьев и кустарников. В 2016 году в связи с массовыми вырубками деревьев в Москве ряд активистов и организаций неоднократно обращались к Сергею Собянину с просьбой остановить уничтожение лесопарков.

### Административная политика

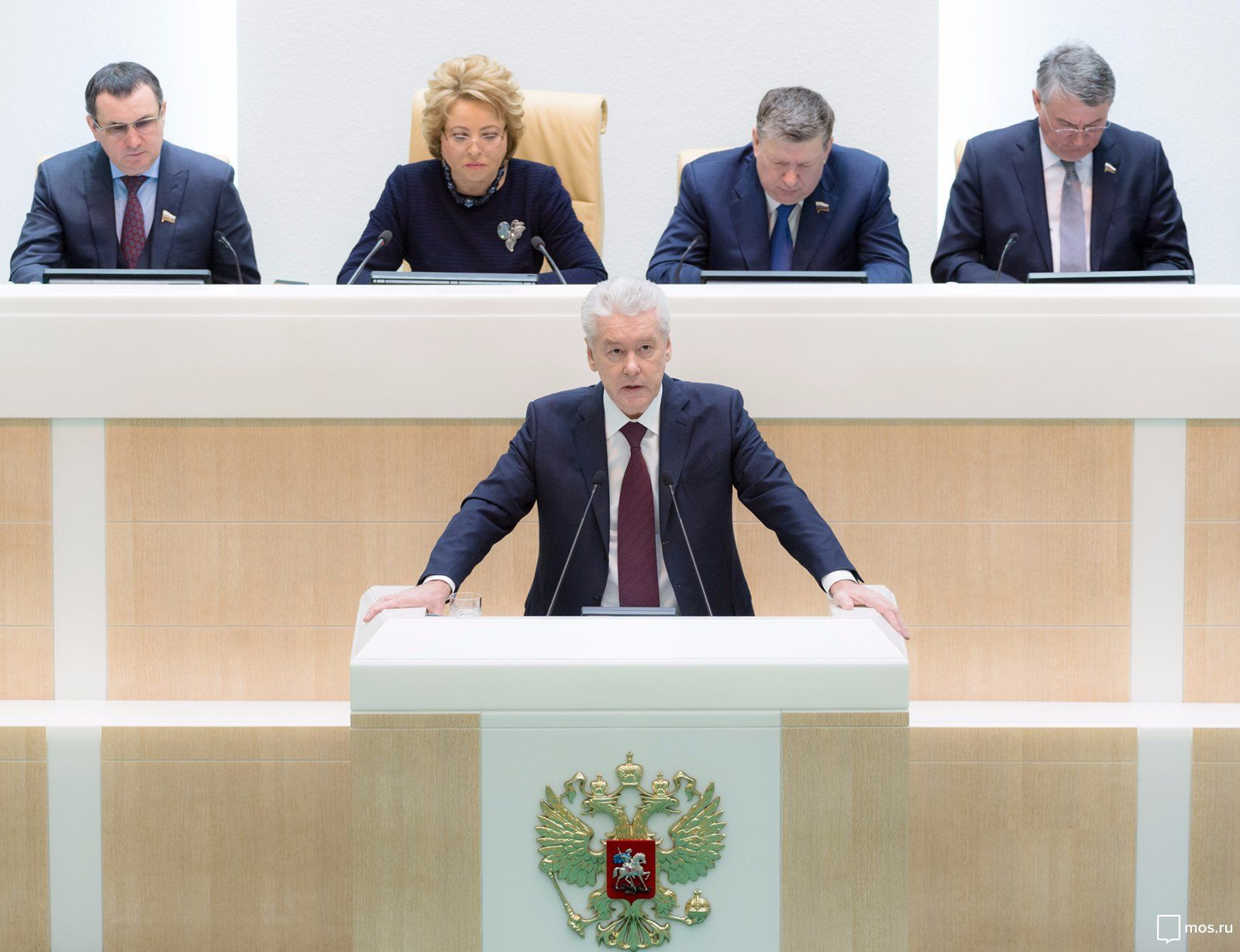
Собянин выступает на пленарном заседании Совета Федерации, 22 марта 2017 года

Первое недовольство Собяниным в качестве мэра Москвы было связано с процедурой избрания, в которой критики усмотрели «назначение сверху»: выборы проходили посредством тайного голосования депутатов Московской городской думы за кандидатов, предложенных «Единой Россией» и одобренных президентом Дмитрием Медведевым. В дальнейшем из-за авторитарного подхода к городскому управлению, предусматривающего минимальный диалог с москвичами, и форсированной реализации проектов многие инициативы мэрии были восприняты последними со скепсисом, несмотря на внедрение современных технологий и привлечение в качестве консультантов авторитетных урбанистов.
С приходом на пост мэра Собянин стал постепенно менять команду управленцев. Спустя пять лет из восьми вице-мэров лишь один — курирующий ЖКХ Пётр Бирюков — остался со времён мэра Юрия Лужкова. Заметными кадровыми решениями Собянина стали привлечение Сергея Капкова на пост руководителя департамента культуры, Максима Ликсутова на должность главы департамента транспорта и Марата Хуснуллина для руководства градостроением и строительством в Москве.
Мэрия последовательно выстраивала управленческую вертикаль. Сначала был урезан круг вопросов, за которые отвечают 146 муниципалитетов города: их наделили правом согласовывать планы капитального ремонта домов, благоустройства дворов и парков, схемы размещения малых торговых объектов и стройки местного значения, но при этом по основным вопросам решения принимаются на уровне префектур. В дальнейшем правительство стало урезать права префектур в пользу администрации города.
В марте 2015 года Собянин объявил о сокращении штата московских госслужащих на 30 % или 3 тысячи человек. Тогда же своим указом он урезал свою зарплату и выплаты членам столичного правительства.
Административную политику Сергея Собянина подвергал критике муниципальный депутат Константин Янкаускас.
Февраль 2016 — т. н. «Ночь длинных ковшей» (см. Государственная инспекция по контролю за использованием объектов недвижимости Москвы#Деятельность.
Правительство Москвы использует для финансирования различных городских проектов специально созданные автономные некоммерческие организации. Впервые это было применено в 2020 году когда в связи с пандемией COVID-19 так финансировалось строительство инфекционной больницы «Вороновское», чтобы для ускорения строительства избежать необходимых по закону при государственных закупках процедур. Затем эта практика стала повсеместной — к 2022 году через АНО стали распределять почти 73% средств бюджета Москвы. Такая практика позволяет заключать договоры с подрядчиками без торгов на сайте госзакупок, не публиковать информацию о подрядчиках.

## Общественная деятельность
В 2022 году поддержал [как?] вторжение России на Украину.
18 марта 2022 года выступил в «Лужниках» на митинге-концерте в честь годовщины аннексии Крыма Россией под названием «Za мир без нацизма! Zа Россию! Zа Президентa», при этом, как и другие участники, был одет в куртку с нашитой символикой «Z».

## Санкции
28 февраля 2022 года, на фоне вторжения России на Украину, Собянин был включён в санкционный список Канады против членов Совета безопасности России, «которые несут наибольшую ответственность за неспровоцированное и неоправданное вторжение России в Украину».
6 апреля 2022 года Собянин внесён в санкционный список США «против России за её злодеяния на Украине».
21 июля 2022 года внесён в санкционный список Европейского союза за поддержку вторжения России на Украину, кроме того, Собянин «поддерживает и осуществляет действия или политику, которые подрывают или угрожают территориальной целостности, суверенитету и независимости Украины, а также стабильности и безопасности в Украине».
По аналогичным основаниям также находится в санкционных списках Швейцарии, Австралии, Украины и Новой Зеландии.
30 октября 2022 года, как связанные с ранее попавшим под санкции лицом, в санкционные списки США внесены дети Собянина: Собянина Ольга и Ершова Анна.

## Семья и личная жизнь
Собянин увлекается охотой, рыбной ловлей, литературой и классической музыкой, играет в теннис.
У Собянина две старшие сестры: Людмила в начале 1970-х годов переехала из Берёзова в Кострому, где вышла замуж; Наталья в конце 1980-х годов жила в Когалыме и работала в стройуправлении.
Был женат на протяжении 28 лет на Ирине Иосифовне Собяниной (в девичестве Рубинчик). Ирина Собянина родилась 19 ноября 1961 года в Тюмени (её отец Иосиф Давидович Рубинчик (род. 1937) был известным в городе энергетиком), получила высшее образование по специальности «инженер-строитель». После окончания вуза была распределена в Когалым, где познакомилась с Собяниным и 23 февраля 1986 года вышла за него замуж. В 2004—2005 годах преподавала искусство коллажа и флористики в тюменском центре детского развития им. П. И. Подаруева. Живёт в Москве, в 2011 году работала воспитателем в детском саду. 21 февраля 2014 года было объявлено о разводе супругов. Двоюродный брат Ирины Собяниной — бывший министр топлива и энергетики России Александр Гаврин.
От брака с Ириной Иосифовной у Сергея Собянина две дочери:
- Собянина Анна Сергеевна (род. 2 октября 1986). Училась в гимназии № 1 и детской школе искусств Ханты-Мансийска. В 2003 году стала студенткой дневного отделения факультета монументального искусства Санкт-Петербургской государственной художественно-промышленной академии им. А. Л. Штиглица. В 2009 году защитила диплом. Живёт в Санкт-Петербурге, замужем за Александром Ершовым[14].
- Собянина Ольга Сергеевна (род. 3 июня 1997). Училась в московской школе[14].

## Членство в общественных организациях

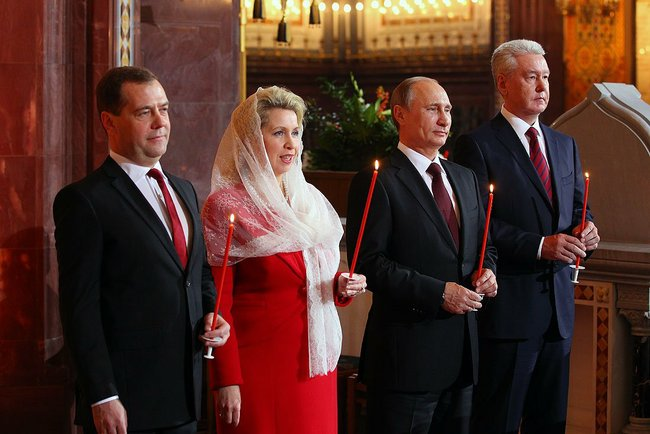
На пасхальном богослужении в храме Христа Спасителя в Москве, 2013 год

- Входит в комитет почётных членов Императорского православного палестинского общества[183].
- Сопредседатель «Совета попечителей Храма Христа Спасителя»[184].

## Награды
[[Файл:Sergey Sobyanin and Vladimir Putin May 2024.jpg|мини|250px|{{center|Награждение орденом «За заслуги перед Отечеством» I степени, 30 мая 2024 года]]

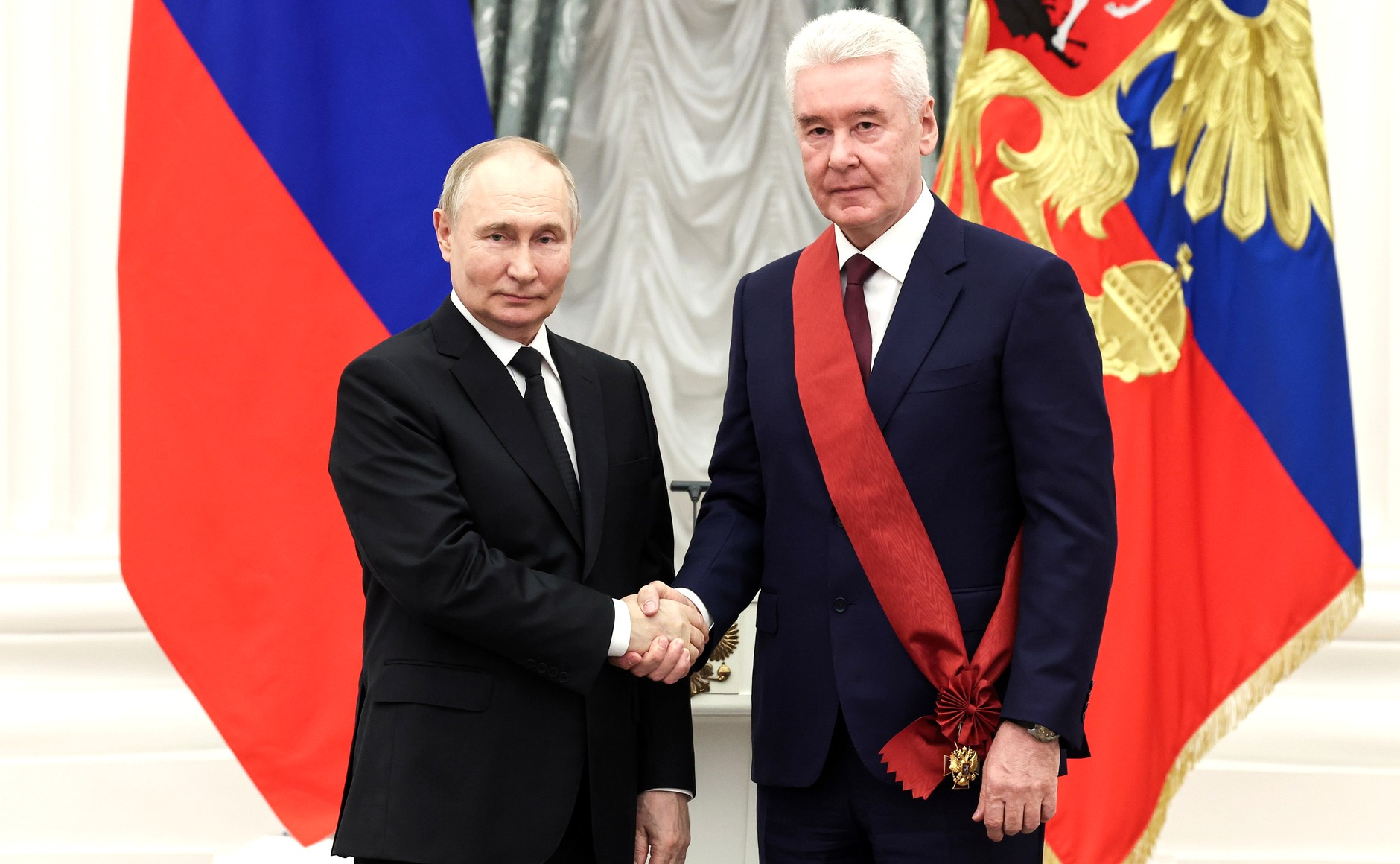
center|Награждение орденом «За заслуги перед Отечеством» I степени, 30 мая 2024 года

- Орден «За заслуги перед Отечеством» I степени (21 июня 2023) — за большой вклад в социально-экономическое развитие города Москвы[185]
- Орден Почёта (3 ноября 2003) — за большой вклад в укрепление российской государственности и многолетнюю добросовестную работу[186][187]
- Медаль ордена «За заслуги перед Отечеством» II степени (3 марта 1999) — за высокие достижения в труде и заслуги в укреплении дружбы и сотрудничества между народами[188]
- Медаль Столыпина П. А. I степени (21 октября 2010)[189]
- Медаль Росгвардии «За боевое содружество» (27 марта 2023)[190]
- Орден Республики Тыва (Республика Тыва, Россия, 8 июля 2020)[191]
- Орден Салавата Юлаева (Башкортостан, 2 июля 2023)[192]
- Орден «Трудовая слава» I степени (Луганская Народная Республика, 2025)[193]
- Офицер ордена Сельскохозяйственных заслуг (Франция, 2003)[194]
- Отличие «Именное огнестрельное оружие» (Украина, 20 сентября 2010)[195]
- Отличие «Именное огнестрельное оружие» (Украина, 18 декабря 2010)[196]
- Орден Преподобного Сергия Радонежского II степени (РПЦ, 2024)[197]
- Орден святого благоверного князя Даниила Московского I степени (РПЦ, 25 мая 2017) — за помощь в строительстве нового собора в Сретенском монастыре[198]
- Орден святого благоверного князя Даниила Московского II степени (РПЦ, 19 июня 2014) — во внимание к трудам по развитию церковно-государственных отношений в городе Москве[199]
- Орден святого благоверного князя Даниила Московского III степени (РПЦ, 21 июня 2018) — во внимание к трудам и в связи со знаменательной датой[200]
- Орден Святого равноапостольного князя Владимира I степени (УПЦ МП, 2011)[201]
- Почётная медаль Министерства образования России[202]
- Звание «Персона года — 2001» с формулировкой «за добросовестную службу на государственном поприще во благо процветания Тюменского края»[203].
- Звание «Почётный гражданин Тюменской области» (22 ноября 2005) — за многолетний добросовестный труд, направленный на развитие Тюменской области и достижение экономического, социального и культурного благополучия населения Тюменской области[204]
- Лауреат премии «Человек года России-2003» в номинации «Политик года»[31]
- Звание «Человек года-2013» (27 ноября 2013)[205]
- Лауреат национальной премии «Дарин» Российской Академии бизнеса и предпринимательства (декабрь 2002)[187].
- Высшая юридическая премия «Юрист года» в номинации «За защиту социальных и трудовых прав граждан» (2023)[206]